# انفجار متجر سان بابليتو للألعاب النارية 2016
انفجار متجر سان بابليتو للألعاب النارية هو انفجار للألعاب النارية وقع في متجر سان بابليتو الخاص بالألعاب النارية في بلدة تولتبيك شمال العاصمة المكسيكية مكسيكو سيتي، مما أسفر عن مقتل 35 شخصا وإصابة 59 شخصا.

## خلفية
لدى ولاية تولتيبك  تقاليد ثقافية منذ القدم في الاحتفال بالألعاب النارية، حيث أن 65% من سكان البلدة يساهمون في احتفاليات الألعاب النارية. ويُشتهر متجر سان بابليتو بأنه مركز واسع في المقاطعة لبيع الألعاب النارية في المكسيك.

## الانفجار
لم يُعرف لحد الآن مصدر حدوث الانفجار، حيث سُمِع ذوي انفجار أكثر من 300 من الألعاب النارية من المتجر المذكور، بدأ الانفجار قرابة الساعة الثالثة بتوقيت المكسيك (21:00 توقيت عالمي منسق). فيما أصدر رئيس حكومة ولاية مكسيكو بيانا تفصيليا حول عدد القتلى الذي بلغ 32 شخصا من بينهم 6 أشخاص توفيوا في المستشفى، إضافة إلى 59 آخرين من المصابين بينهم حالة واحدة حالته حرجة.